# The Annals of Thoracic Surgery
The Annals of Thoracic Surgery is een internationaal peer-reviewed wetenschappelijk tijdschrift op het gebied van de chirurgie. Het is het officiële tijdschrift van de Society of Thoracic Surgeons en de Southern Thoracic Surgical Association.
Het wordt uitgegeven door Elsevier.